# Noche de los azotes
La Noche de los azotes (hebreo: ליל ההלקאות) fue una acción realizada por el Irgún el 29 de diciembre de 1946 en el Mandato Británico de Palestina, en el que varios soldados británicos fueron golpeados en respuesta a un similar castigo infligido a un prisionero del Irgun. 

## Antecedentes

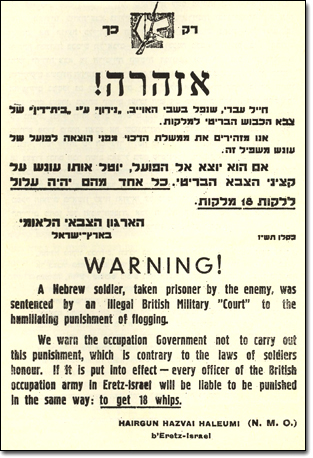
Carteles del Irgún advirtiendo a los británicos de no llevar a cabo el castigo de azotar a sus miembros.

El 13 de diciembre de 1946, tres miembros del Irgún fueron detenidos: Benjamin Nes, Eliezer Sudit y Benjamín Kimkhi de diecisiete años. Días más tarde fueron declarados culpables de posesión de armas y se les dio largas condenas, mientras que Kimkhi fue también acusado de haber realizado disparos. Al negarse este último a reconocer la autoridad de los tribunales británicos para juzgarlo, fue condenado a dieciocho años de prisión y un número igual de latigazos. Doce latigazos fue también el castigo dado a otro miembro del Irgún, Aaron Katz, por posesión de material de propaganda.
Tras la notificación sobre los castigos, el Irgún convocó a una reunión en el cuartel general y decidió que ese "humillante" castigo no debía ser tolerado. Se publicó una advertencia, en hebreo e inglés, a las autoridades británicas de no llevar a cabo la flagelación, amenazando con hacer lo mismo a oficiales británicos. 
El sábado 28 de diciembre, fue azotado Kimkhi dieciocho veces.

## La acción
El domingo por la noche una unidad del Irgún irrumpió en un hotel en Netanya y ordenó al mayor inglés E. Brett ir con ellos. Fue llevado a un bosque de eucaliptos donde le dieron su "sentencia" de dieciocho latigazos. Regresó al hotel sólo con su ropa interior.
En Rishon LeZion un sargento fue capturado y azotado públicamente en la calle. Otros dos sargentos fueron secuestrados en Tel Aviv y azotados en un parque, mientras que otros dos fueron capturados en la parte norte de la ciudad y recibieron dieciocho azotes.
Entre las 22:00 y la 1:00, vehículos del ejército británico salieron por las calles de Tel Aviv y ordenaron a los soldados de la 6ª División Aerotransportada regresar a sus hogares por temor a las represalias. Desde Lod a Netanya, por los altavoces se ordenó a los soldados regresar urgentemente a sus campamentos.
En la zona de Kfar Saba, se establecieron vallas y fue detenido un vehículo que transportaba a cinco hombres del Irgún armados con látigos. Uno de ellos, Abraham Mizrahi, fue asesinado cuando se abrió fuego contra el automóvil, mientras que otros tres - Eliezer Kashani, Mordechai Elkahi y Yehiel Drezner - se convertirían en Olei Hagardom.

## Después de la acción

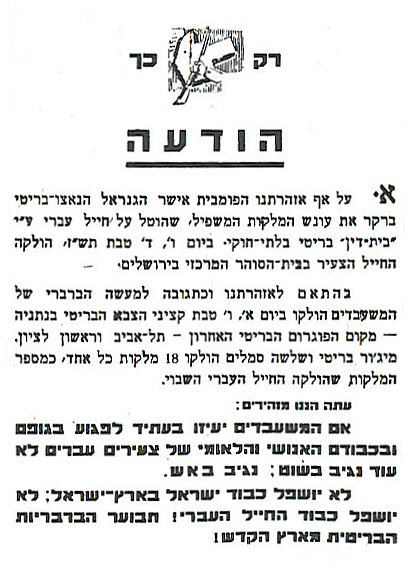
Carteles del Irgun amenazando responder "con fuego" la continuidad de las penas con azotes.

Después de la acción, el Irgún publicó otro aviso con el objetivo de impedir la flagelación a Katz. Un médico británico le ofreció una exención médica para eximirlo de la pena, pero se negó declarando que él era apto para recibirla. Finalmente recibió una amnistía del gobierno británico y nunca fue azotado, limitándose inmediatamente para ese fin el castigo a la edad de dieciséis años.
El incidente sin precedentes causó un escándalo en Gran Bretaña e impulsó una política de mano dura. A su vez, esto provocó la rebelión contra los azotes en muchas de las colonias del Imperio Británico. El Castigo con azotes más tarde fue abolido, pero la pena capital se introdujo.